# День матери (фильм, 2010)
«День матери» (англ. Mother’s Day) — американский психологический фильм ужасов режиссёра Даррена Линн Боусмана 2010 года. Ремейк одноимённого фильма 1980 года. Премьера фильма в Чикаго, Нью-Йорке и Лос-Анджеле состоялась 4 мая 2012 года. В Великобритании фильм вышел 10 июня 2011 года.

## Сюжет
Троё братьев-налётчиков, один из которых ранен в перестрелке, пытаясь уйти от преследования, скрываются в доме своего детства. Они не подозревают, что их дом уже два месяца как принадлежит новым хозяевам. Начинается жестокое противостояние, раскрывающее тёмные тайны каждой стороны…

## В ролях
Коффины
| Актёр             | Роль                 |
| ----------------- | -------------------- |
| Ребекка Де Морнэй | Натали «Мать» Коффин |
| Патрик Флугер     | Изаак «Айк» Коффин   |
| Уоррен Коул       | Аддли Коффин         |
| Мэтт О'Лири       | Джонни Коффин        |
| Дебора Энн Уолл   | Лидия Коффин         |

Заложники
| Актёр          | Роль             |
| -------------- | ---------------- |
| Джейми Кинг    | Бет Сохапи       |
| Фрэнк Грилло   | Дэниел Сохапи    |
| Брайана Эвиган | Аннет Лэнгстон   |
| Шон Эшмор      | Джордж Барнум    |
| Тонни Наппо    | Дейв Лоу         |
| Алекса Вега    | Дженна Лютер     |
| Лиза Маркос    | Джули Росс       |
| Кэндис Макклюр | Джина Джексон    |
| Лайрик Бент    | Трешон Джексон   |
| Джесси Русу    | Мелисса МакГуайр |
| Эй Джей Кук    | Викки Райс       |
| Дж. Лароз      | Терри            |
| Стэн Леск      | санитар          |

## Критика
На сайте Rotten Tomatoes фильм имеет рейтинг 42 % на основе 43 рецензий со средним баллом 4,6 из 10.